# Sonja Baum
Sonja Baum (Bonn, 22 luglio 1975) è un'attrice tedesca.

## Biografia
Dal 1997 al 2000 studia al Mozarteum di Salisburgo, in seguito è impegnata presso la Schauspielhaus di Bochum fino al 2004. È nota per aver partecipato, tra il 2005 e il 2006, alla soap opera di ZDF Julia - La strada per la felicità, con il ruolo di Marie Vermont.

## Filmografia

### Cinema
- Carrick Mor, regia di Stéphane Tielemans (2006)
- Sportman van de Eeuw, regia di Mischa Alexander (2006)
- Wanna Be, regia di Christina Ebelt (2009)
- Power!, regia di Christina Ebelt e Mischa Leinkauf (2010)

### Televisione
- Absprung, regia di Hanno Brühl (1996)
- Im Namen des Gesetzes – serie TV, episodio 3x16 (1998)
- Medicopter 117 - Jedes Leben zählt – serie TV, episodio 3x03 (2000)
- Der Millionär und die Stripperin, regia di Donald Kraemer (2001)
- Squadra Speciale Cobra 11 (Alarm für Cobra 11 - Die Autobahnpolizei) – serie TV, episodio 5x10 (2001)
- Der kleine Mönch – serie TV, episodio 1x04 (2002)
- Tatort – serie TV, episodi 1x527-1x620 (2003-2006)
- Die Sitte – serie TV, episodio 3x03 (2006)
- Julia - La strada per la felicità (Julia - Wege zum Glück) – serial TV, 170 puntate (2005-2006)
- SOKO Kitzbühel – serie TV, episodio 6x15 (2007)
- Post Mortem – serie TV, episodio 2x06 (2008)
- Familie ist was Wunderbares, regia di Hans-Günther Bücking (2008)
- Mein Mann, der Trinker, regia di Bodo Fürneisen (2008)
- Der Tote in der Mauer, regia di Markus Imboden (2008)
- Die Geschichte Mitteldeutschlands – serie TV, episodio 10x05 (2008)
- Hamburg Distretto 21 (Notruf Hafenkante) – serie TV, episodio 3x23 (2009)
- Squadra Speciale Colonia (SOKO Köln) – serie TV, episodio 6x07 (2009)
- Der Staatsanwalt – serie TV, episodi 5x01-5x04 (2011)